# I Tre volti della paura
I Tre volti della paura (Brasil: As Três Máscaras do Terror ), lançado em inglês como Black Sabbath, refere-se ao filme de horror italiano de 1963, do diretor Mario Bava. O filme compreende três histórias de horror: "The Wurdalak", "The Drop of Water" e "The Telephone".
De acordo com Quentin Tarantino e Roger Avary, I Tre volti della paura foi a principal inspiração para o roteiro de Pulp Fiction, vencedor do Oscar de melhor roteiro original em 1994. Também serviu de inspiração de nome para a banda Black Sabbath.